# Анья, Икечи
Анья Икечи (англ. Ikechi Anya; родился 3 января 1988 года в Глазго, Шотландия) — шотландский футболист, вингер клуба «Дерби Каунти» и сборной Шотландии.
Икечи родился в Глазго в семье нигерийца и румынки, поэтому у него была возможность выбирать из трёх сборных Нигерии, Румынии и Шотландии.

## Клубная карьера

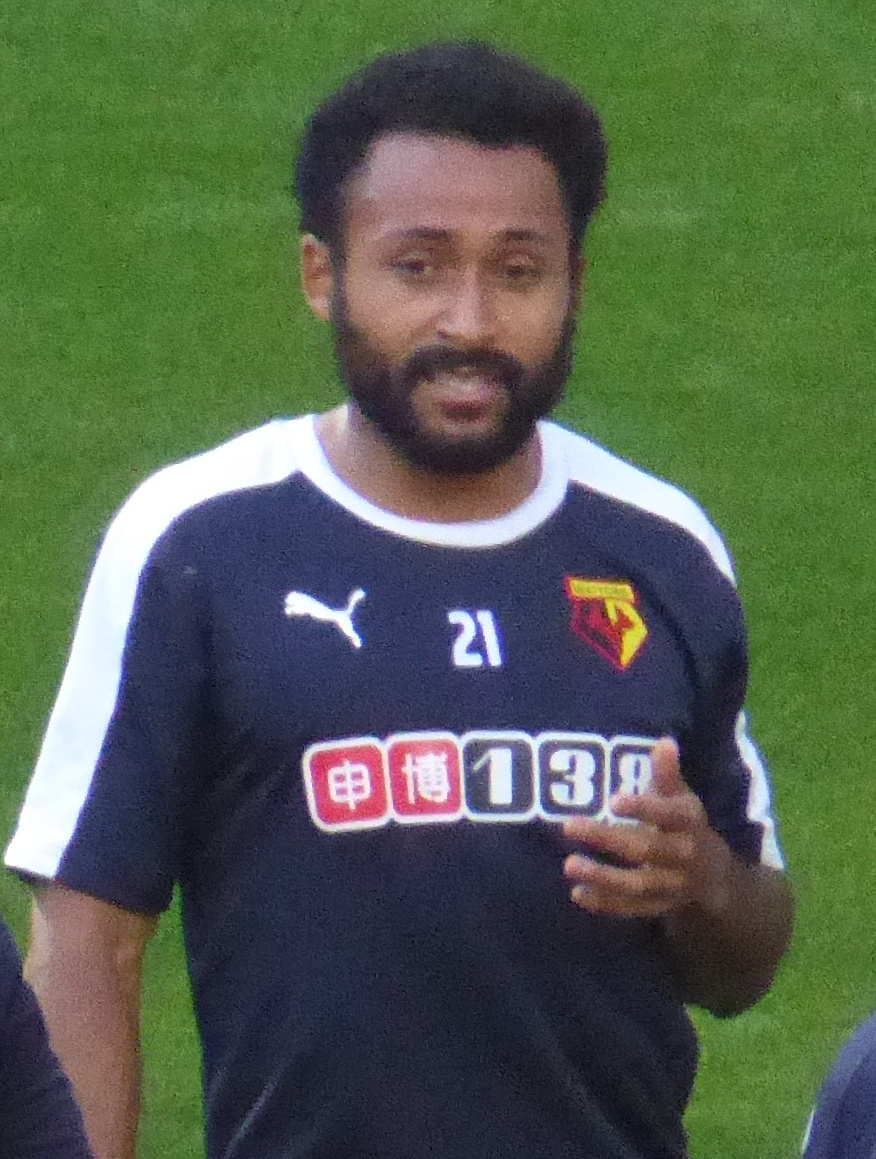
Анья в составе «Уотфорда»

Анья начал карьеру в клубе «Уиком Уондерерс». 11 сентября 2004 года в матче против «Саутенд Юнайтед» он дебютировал за «Уондерерс» в возрасте 16 лет став самым молодым футболистом команды. В 2005 году Икечи подписал свой первый профессиональный контракт. В 2007 году он покинул клуб и без особого успеха выступал за «Оксфорд Сити» и «Халесоун Таун». Зимой 2009 года Анья перешёл в «Нортгемптон Таун». 28 февраля в матче против «Челтнем Таун» он дебютировал за новый клуб. 24 марта в поединке против «Суиндон Таун» Анья забил свой первый гол за «Нортгемптон».
Руководство «Нортгемптона» планировало продлить контракт с Икечи, но он подписал двухлетнее соглашение с испанской «Севильей Б». В Сегунде Анья провёл сезон показав неплохие результаты. Летом 2010 года Анья перешёл в «Сельту». Он провёл весь сезон выступая за резервную команду. 20 марта 2011 года в матче против «Гранады» Икечи дебютировал за основной составе «Сельты».
Летом того же года он перешёл в «Гранаду», но так и не смог дебютировать за клуб. Сезон 2012/2013 Икечи на правах аренды провёл в «Кадисе», а в следующем отправился в английский «Уотфорд». 21 августа в матче против «Ипсвич Таун» он дебютировал за новый клуб. 24 ноября в поединке против «Блэкпула» Анья забил свой первый гол за «Уотфорд». После окончания аренды «Уотфорд» выкупил трансфер Икечи и подписал контракт на три года.
Летом 2016 года Анья перешёл в «Дерби Каунти», подписав с клубом четырёхлетний контракт. Сумма трансфера составила 4,7 млн евро. 10 сентября в матче против «Ньюкасл Юнайтед» он дебютировал за новую команду. 17 сентября в поединке против «Бристоль Сити» Икечи забил свой первый гол за «Дерби Каунти».

## Международная карьера
19 ноября 2013 года в товарищеском матче против сборной Норвегии Икечи дебютировал за сборной Шотландии. 10 сентября во отборочном поединке чемпионата мира 2014 против сборной Македонии Анья забил свой первый гол за национальную команду. 7 сентября 2014 года в отборочном матче чемпионата Европы 2016 года против сборной Германии он забил гол.

### Голы за сборную Шотландии
| #   | Дата             | Место                                 | Противник | Счёт | Результат | Соревнование                       |
| --- | ---------------- | ------------------------------------- | --------- | ---- | --------- | ---------------------------------- |
| 01. | 10 сентября 2013 | Филипп II, Скопье, Македония          | Македония | 0:1  | 1:2       | Чемпионат мира 2014 квалификация   |
| 02. | 7 сентября 2014  | Сигнал Идуна Парк, Дортмунд, Германия | Германия  | 1:1  | 2:1       | Чемпионат Европы 2016 квалификация |
| 03. | 24 марта 2016    | Дженерали Арена, Прага, Чехия         | Чехия     | 0:1  | 0:1       | Товарищеский матч                  |